# Cal Niday
Cal Niday, ameriški dirkač Formule 1, *29. april 1914, Turlock, Kalifornija, ZDA, †14. februar 1988, Lancaster, Kalifornija, ZDA.
Cal Niday je pokojni ameriški dirkač, ki je med letoma 1953 in 1955 sodeloval na ameriški dirki Indianapolis 500, ki je med letoma 1950 in 1960 štela tudi za prvenstvo Formule 1. Najboljši rezultat je dosegel na dirki leta 1954, ko je zasedel deseto mesto. Umrl je leta 1988.